# Werauhia attenuata
Werauhia attenuata là một loài thuộc chi Werauhia. Đây là loài bản địa của Costa Rica.